# Röttingen
Röttingen é um município da Alemanha, situado no distrito de Würzburgo, no estado da Baviera. Tem 27,19 km² de área, e sua população em 2019 foi estimada em 1.668 habitantes.